# Kukulcania
Kukulcania es un género de arañas araneomorfas de la familia Filistatidae que se encuentra distribuido por todo el continente americano. Se ha registrado desde Estados Unidos hasta Chile.

## Especies
- Kukulcania arizonica (Chamberlin & Ivie, 1935) (Estados Unidos)
- Kukulcania brevipes (Keyserling, 1883) (Perú)
- Kukulcania geophila (Chamberlin & Ivie, 1935) (Estados Unidos)
  - Kukulcania geophila wawona (Chamberlin & Ivie, 1942) (USA)
- Kukulcania hibernalis (Hentz, 1842)  (América)
- Kukulcania hurca (Chamberlin & Ivie, 1942) (Estados Unidos)
- Kukulcania isolinae (Alayón, 1972)[3] (Cuba)
- Kukulcania tractans (O. P-Cambridge, 1896) (México)
- Kukulcania utahana (Chamberlin & Ivie, 1935) (Estados Unidos)